# Derechos humanos en Perú
Los derechos humanos en Perú están protegidos por la Constitución. La Constitución peruana destaca la importancia del Estado para preservar la dignidad de todos los seres humanos. promueven el derecho a la libre determinación, la igualdad y no discriminación, y la vida.
Desde el final del conflicto armado interno en el Perú que ocurrió entre 1980 y 2000, el país ha trabajado para integrar las normas y estatutos humanitarios en la legislación nacional. Sin embargo, todavía hay casos de derechos particulares que están siendo cuestionados. El Informe de Derechos Humanos de 2014 del Departamento de Estado de los Estados Unidos explica cómo, incluso con la Constitución que protege estos derechos humanos básicos, siguen ocurriendo muchas violaciones a pesar de estas leyes. A pesar del progreso del país desde la insurgencia maoísta, muchos problemas aún son visibles y muestran la continua marginación y desplazamiento de quienes sufrieron la violencia sistemática del conflicto peruano. En 2001, se fundó la Comisión de la Verdad y la Reconciliación para abordar los abusos que tuvieron lugar durante este conflicto.

## Contexto

### Compromisos y convenios
Perú es un Estado parte de la Convención Americana sobre Derechos Humanos desde 1969, aceptando así a la Comisión Interamericana de Derechos Humanos (CIDH) tras su ratificación en 1978 y, de manera adicional, aceptó la competencia contenciosa de la Corte Interamericana de Derechos Humanos (Corte IDH) en 1981. Esta convención permite al país conocer denuncias sobre presuntas violaciones de derechos humanos y emitir sentencias al respecto.
Más allá de la convención, se establece la imprescritibilidad luego de la adhesión en la convención de las Naciones Unidas. También es miembro de la Corte Penal Internacional. En 2001 se dispuso la resolución legislativa 27401 para fortalecer las directivas de la Corte IDH sin interferir su estado de derecho. En 2008 el Estado fue admitido como miembro pleno en la Comisión de Venecia. En 2022, el Ministerio Público reconoció a quienes están catalogados como defensores de derechos humanos.
En 2025, tras la llegada de Dina Boluarte a la presidencia, la comisionada de la CIDH, Andrea Pochak, señaló que Perú figuraba entonces entre los Estados de la región con más desacatos a sentencias de la Corte IDH, con un total de 20.

### Época del terrorismo
En la década de 1980, se dio en el Perú una década de violación sistemática de los derechos humanos en medio del enfrentamiento entre las organizaciones terroristas Sendero Luminoso y el Movimiento Revolucionario Túpac Amaru contra el gobierno peruano. Más de 600 000 personas fueron desplazadas como consecuencia directa del conflicto armado, mientras que muchas otras desaparecieron. En respuesta a una mayor reforma agraria y derechos sociales y económicos, el conflicto condujo a un aumento de las violaciones de los derechos humanos. A medida que crecía la oposición al gobierno de Fujimori, también lo hacía la violencia.   Sin embargo, tanto las fuerzas de seguridad peruanas como las insurgencias terroristas fueron responsables del drástico aumento de las violaciones de derechos humanos durante el período de violencia.  Se estima que más de 27 000 peruanos murieron a causa de estos abusos a los derechos humanos en ambos lados del conflicto.  Miles de bombardeos, asesinatos y casos de tortura fueron llevados a cabo contra miembros del gobierno, así como contra civiles, a lo largo del país. período de insurgencia.   Se sabía que Sendero Luminoso atacaba a líderes gubernamentales, líderes comunitarios, sindicalistas, minorías étnicas, trabajadores religiosos, activistas de derechos humanos y turistas extranjeros.   La mayoría de las bajas resultantes fueron civiles, lo que convirtió al conflicto interno peruano en uno de los más violentos de su historia.
Con el cambio de siglo, Alberto Fujimori renunció a la presidencia y la violencia cesó, lo cual permitió al país reinsertarse en la comunidad democrática durante el gobierno transitorio entre 2000 y 2001. A medida que el país comenzaba a recuperarse de las décadas de conflicto, surgieron programas como la Comisión de la Verdad y la Reconciliación, que recomendaba niveles de compensación para esas personas y comunidades en áreas como “salud mental y física, educación, apoyo económico y provisión de documentos de identificación”, independientemente de las implicaciones financieras resultantes. La Comisión trabajó para estudiar el enjuiciamiento de exmiembros de las fuerzas de seguridad peruanas por cometer estas violaciones de derechos humanos durante décadas. Sin embargo, a pesar de estos movimientos para mejorar la situación general de los derechos humanos en el Perú y aceptar los efectos del conflicto interno en poblaciones específicas, estas poblaciones continúan siendo dejadas de lado, lo que evidencia que los procesos de implementación no dan a un ritmo en el que las soluciones sostenibles puedan tener éxito.
La Constitución peruana (1993) aborda temas de derechos humanos desde su artículo primero. Establece en los dos primeros artículos que todo ser humano tiene derecho al respeto y la dignidad, así como a la vida, la igualdad y las diversas libertades relativas a la opinión y la seguridad personales. Estos “derechos fundamentales de la persona” están delineados a lo largo de la Constitución y actúan como un recurso legal para los derechos humanos. Sin embargo, a pesar de este documento legal y la progresión del conflicto interno, el país continúa enfrentando desafíos en la protección de los derechos humanos. Uno de los más mediáticos fue de la sentenciada Lori Berenson, cuyo juicio se cambió de militar a civil debido a la regulación de la jurisdicción supranacional.

## Respeto por la integridad y DESCA
El artículo segundo de la Constitución peruana establece que toda persona tiene derecho «a la vida, a su identidad, a su normal integridad psíquica y física, y a su libre desarrollo y bienestar». Martha Nussbaum analiza la importancia de la integridad corporal en su libro Creando capacidades. La Constitución peruana protege estos derechos. En materia de derechos económicos, sociales, culturales y ambientales (DESCA), la Constitución contempla la noción de igualdad de oportunidades sin discriminación para toda la ciudadanía peruana.

### Derechos laborales
Dentro del Acuerdo de Promoción Comercial Perú-Estados Unidos, el «derecho laboral» se define como aquellos derechos laborales que son reconocidos internacionalmente. Estos derechos incluyen «la libertad de asociación; el reconocimiento efectivo del derecho a la negociación colectiva; la eliminación de todas las formas de trabajo forzoso u obligatorio; la abolición efectiva del trabajo infantil, la prohibición de las peores formas de trabajo infantil y otras protecciones laborales para los niños y menores; la eliminación de la discriminación en materia de empleo y ocupación; y condiciones aceptables de trabajo con respecto a salarios mínimos, horas de trabajo y seguridad y salud en el trabajo».
En Perú, los sindicatos se organizan libremente. Sin embargo, deben cumplir con ciertas reglas y requisitos establecidos en la legislación. El movimiento obrero peruano se vinculó originalmente con las ideas anarcosindicalistas, sin embargo luego ganarían mayor influencia las ideas de José Carlos Mariátegui y el Partido Comunista Peruano, promoviendo así la fundación de la Confederación General de Trabajadores del Perú (CGTP) en 1929. Después, por influencia del partido Alianza Popular Revolucionaria Americana, surgiría también otro sindicato denominado Confederación de Trabajadores Peruanos en 1964. Posteriormente, la actividad sindical fue aumentando a lo largo de los años militares, introduciendo la Ley de Reforma Industrial, que a su vez condujo a una disminución del empleo en el sector formal. Como resultado del conflicto armado en Perú a principios de la década de 1980, el declive económico aumentó y quitó poder a los sindicatos. Cerca del cambio de siglo, se produjeron muchas huelgas en grupos laborales y de oposición contra la candidatura a la reelección de Fujimori. Algunos creen que estas protestas estuvieron entre las movilizaciones a favor de la democracia más exitosas en Perú.
Entre 1995 y 2003, el gobierno peruano emitió alrededor de 1,2 millones de títulos de propiedad de viviendas urbanas. Estos títulos de propiedad influyeron positivamente en los resultados económicos del pueblo peruano. El programa de titulación del gobierno, a diferencia de la mayoría de los otros programas de asistencia social, ayudó a aumentar las oportunidades de empleo en Perú, incorporando a más personas a la fuerza laboral.
Con respecto a la explotación laboral infantil, los niños peruanos continúan ocupados en la industria y la actividad comercial. El gobierno peruano ha establecido leyes para el trabajo infantil. La edad mínima para trabajar en el Perú es de 14 años, y de 18 años cuando participe en trabajos peligrosos. En 2014, alrededor del 68% de los niños trabajadores menores de la edad legal para trabajar laboraban en zonas rurales en granjas, mientras que el 31% de los niños trabajadores trabajaban en el sector de servicios urbanos en numerosas ocupaciones peligrosas. Con frecuencia, esos niños en entornos laborales viven en comunidades indígenas pobres que dependen del trabajo infantil para sobrevivir. Los niños que viven en la pobreza extrema tienen cuatro veces más probabilidades de estar estudiando y trabajando simultáneamente que los niños de familias no pobres. Ambos trabajos y agencias de aplicación de ley criminales en Perú han trabajado para combatir trabajo de niño por sugerir formas diferentes de acción de gobierno para eliminarlo enteramente, gusta expandir acceso a educación y programas sociales.

### Derecho a la salud
Diferentes áreas del Perú tienen habitantes que experimentan diferentes niveles de discriminación y pobreza. Estas diferencias aumentan las discrepancias en las tasas de morbilidad y mortalidad, así como las enfermedades prevenibles, dentro de las poblaciones indígenas pobres. Al 2011, Perú tenía una tasa de mortalidad infantil de 17 por 1.000 nacidos vivos y una tasa de mortalidad materna de 98 por 100.000 nacidos vivos. Aunque se han producido muchos avances en el sector de la salud en el Perú desde el final de la guerra contra el terrorismo, el sistema de salud no ha adoptado derechos plenos e iguales para todos los ciudadanos del Perú. Con respecto a la raza, el origen étnico y el género, todavía existen disparidades visibles en los servicios de salud. A pesar de que el plan nacional de salud de Perú expresa un claro compromiso con el acceso universal, el país aún sufre muchos problemas presupuestarios y de gestión que no permiten aún brindar acceso a la atención médica gratuita y de calidad para toda la población.

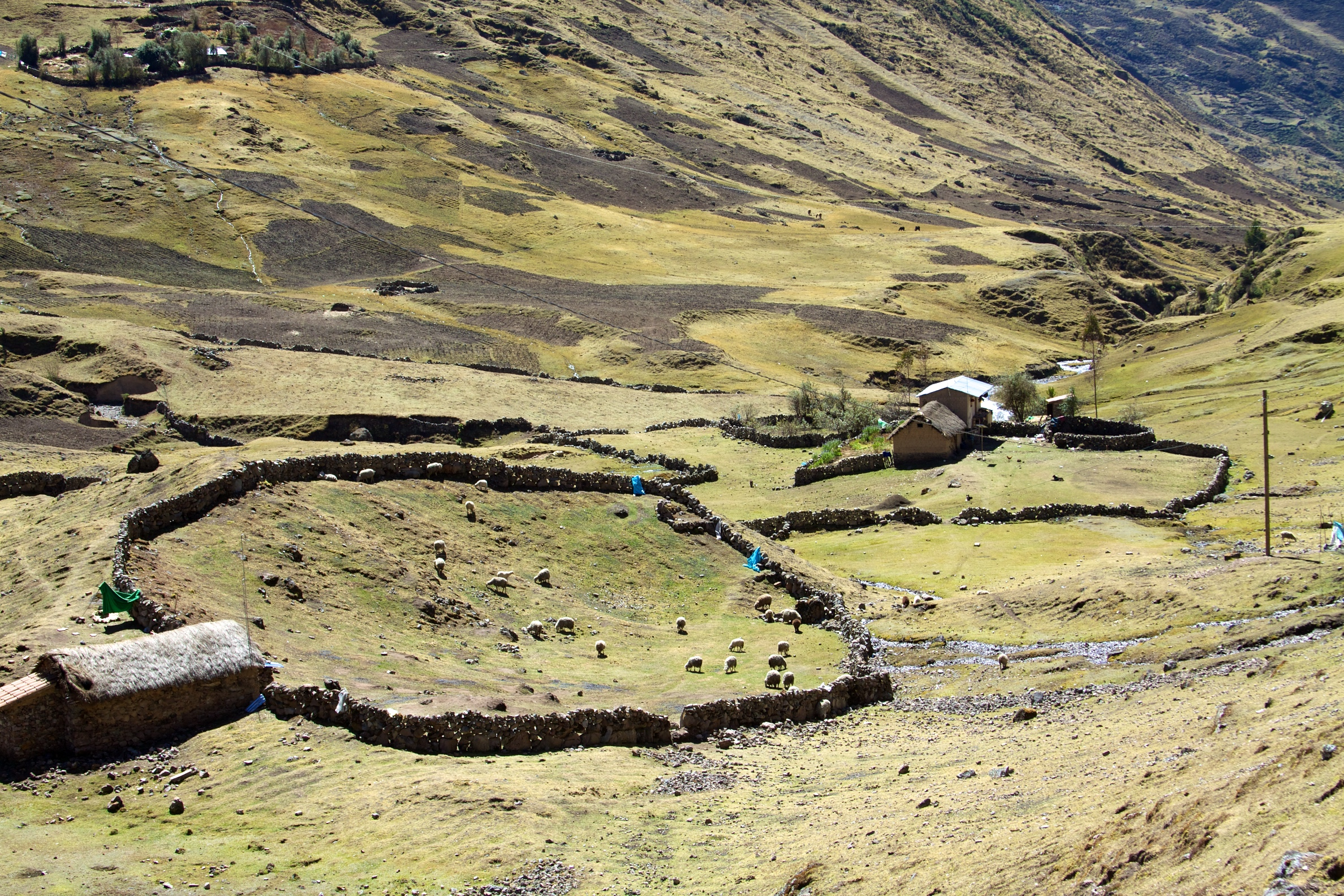
Una casa rural en la sierra del Perú.

En 2002, se creó una red de la sociedad civil llamada ForoSalud para actuar como un espacio para tener conversaciones sobre salud. Al unir a 80 organizaciones miembros en todo el Perú, el programa tiene como objetivo desarrollar nuevas políticas de salud centradas en la eficiencia y la extensión de los servicios de salud. El objetivo de la red es establecer plenamente la salud como un derecho universal para los habitantes del Perú. Para que esto se logre, la organización ha trabajado para promover servicios de salud de buena calidad para llegar a quienes viven en la pobreza y la exclusión de la sociedad peruana en general. Se estima que el 40% de la población peruana no tiene acceso a servicios de salud y servicios de salud más amplios. ForoSalud ha priorizado la participación en salud de los ciudadanos para impactar las decisiones de salud más importantes que se toman a nivel nacional y regional. Su propuesta promueve un "enfoque de participación de abajo hacia arriba", esforzándose por "promover la rendición de cuentas de los funcionarios gubernamentales tanto por los logros como por las deficiencias de la política de salud".
Otro grupo de organizaciones, CARE Internacional y Physicians for Human Rights, tiene ambas imputabilidad de control soportada y mantenimiento para derechos de salud y acceso dentro de Perú. Hoy, CARE trabaja para estructurar sus programas en torno a poblaciones discriminadas y vulnerables como mujeres, grupos indígenas y poblaciones rurales, para ayudarlos a ejercer sus derechos como ciudadanos del Perú. En Perú, CARE se enfoca en la salud materna, trabajando para reducir las altas tasas de mortalidad infantil y materna, y la nutrición, promoviendo la seguridad alimentaria y las iniciativas de desarrollo económico sostenible para mejorar la salud y el bienestar de los ciudadanos vulnerables de Perú. Todas las alianzas dentro de Perú trabajan para ayudar a estas poblaciones vulnerables a estar mejor posicionadas para abogar por cambios en sus comunidades dentro de más contextos de servicios de salud nacionales.
El 19 de junio de 2020, el fondo de pensiones público sueco AP7 incluyó en la lista negra a tres empresas, a saber, la empresa surcoreana SK Holdings, la empresa canadiense de cannabinoides Cronos Group y la empresa eléctrica egipcia Elsewedy Electric por presuntos abusos contra los derechos humanos en Perú.

### Derecho a la educación
La Constitución peruana establece que la educación primaria y secundaria son universales para quienes tienen entre 6 y 16 años y son gratuitas hasta el nivel secundario de educación. Sin embargo, en la práctica, la educación gratuita no es tan accesible en Perú como resultado de las cuotas de la asociación de padres, la administración y muchos materiales educativos, lo que dificulta que las poblaciones vulnerables tengan acceso a una educación de calidad. Las poblaciones indígenas pobres que residen en Perú han luchado por obtener una educación de calidad, como resultado del acceso y el idioma. A través de modelos como la Educación Bilingüe Intercultural, Perú ha trabajado para promover la educación entre las poblaciones indígenas de todo el país.  Sin embargo, el género, el origen étnico, el lugar de residencia y la lengua vernácula tienen efectos significativos en la asistencia, lo que refuerza la necesidad de más programas de educación y cuidado de la primera infancia.
Hay muchas limitaciones dentro del sector educativo en Perú que no hacen que el sistema sea universalmente igualitario. En las áreas rurales, los estudiantes generalmente eran de mayor edad en los programas de primera infancia, lo que sugiere que los estudiantes rurales no reciben los programas educativos sólidos que reciben sus contrapartes en las áreas urbanas. Aunque el progreso de la integración de las mujeres en las escuelas ha mejorado dramáticamente como resultado del Ministerio de Educación, el progreso de la integración de los indígenas peruanos en el sector educativo ha sido deficiente. Los estudiantes indígenas creen que el sistema educativo vigente en Perú los obliga a "mezclarse con la cultura dominante", porque se les anima a desechar su vestimenta tradicional y el dialecto doméstico. En 1972, la Política Nacional de Educación Bilingüe trabajó para promover la implementación de la educación bilingüe en áreas de Perú donde no se hablaba español. Aunque la educación bilingüe ha comenzado a incluir estudiantes de diferentes áreas y de diferentes orígenes lingüísticos, la alfabetización y la fluidez en español siguen siendo prácticamente necesarias para participar en la sociedad peruana.

## Libertades civiles
La Constitución también protege varias libertades civiles, lo que garantiza las libertades personales. La educación y la libertad de religión son libertades esenciales que están incluidas en la Constitución peruana. La educación es un derecho humano básico y dentro del Perú, toda persona tiene derecho a una educación sin discriminación. De igual forma, la libertad de religión es un derecho humano que el Perú reconoce en su Constitución, previniendo la instancia de discriminación por diferencias religiosas.
El 11 de abril de 2022, Human Rights Watch afirmó que varios decretos emitidos por Pedro Castillo en ciertas zonas del país en el marco de la pandemia suspenden derechos básicos y constituyen medidas desproporcionadas que abren la puerta a abusos. El 30 de abril de 2025, en su informe anual 2024/25, Amnistía Internacional advirtió que la falta de atención a las personas fallecidas en protestas sociales y las leyes aprobadas por el Congreso han convertido a Perú en un escenario de alto riesgo para los derechos humanos.

### Derechos religiosos

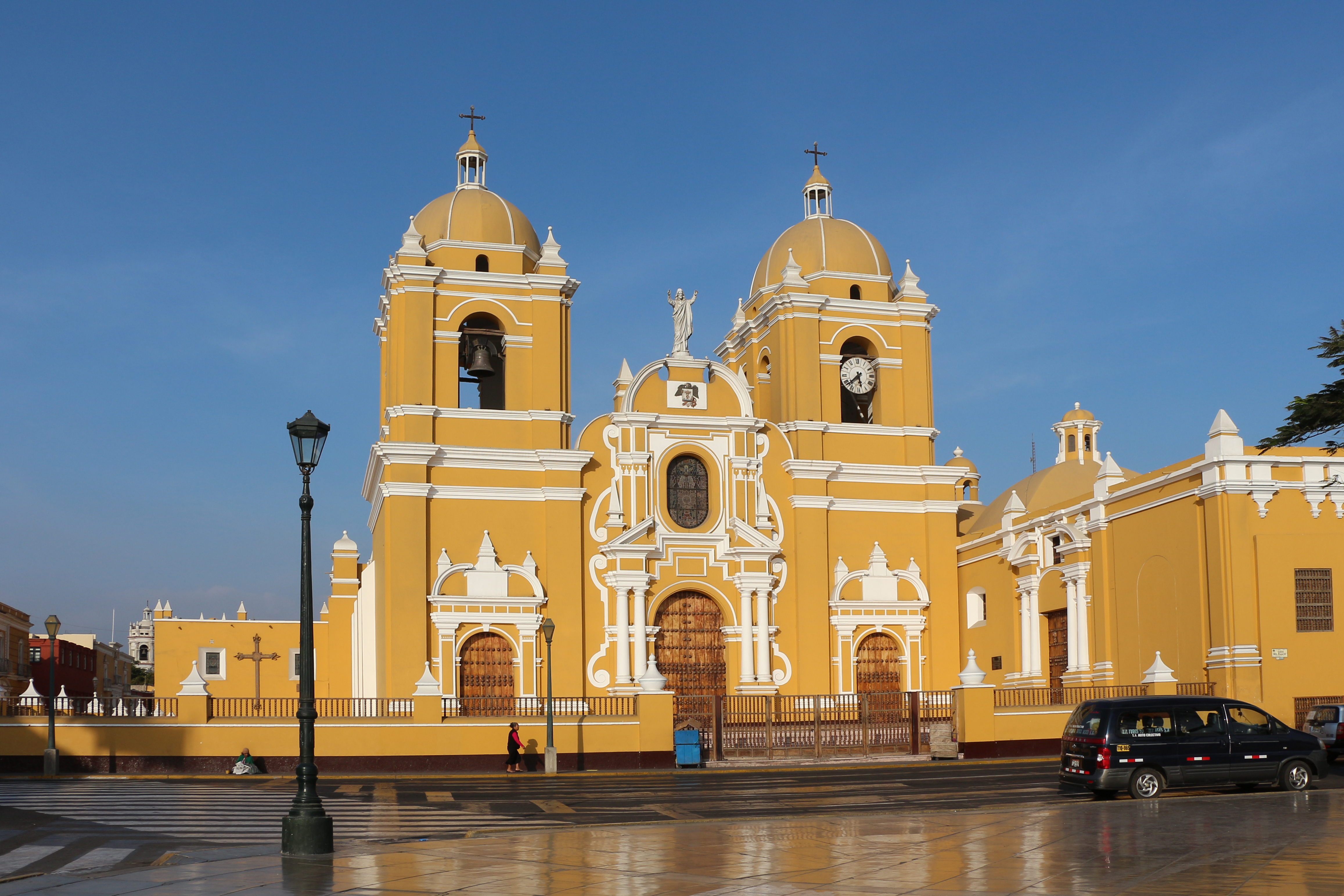
La Catedral de Trujillo en el Perú.

La Constitución, junto con numerosas leyes y políticas, protegen la libertad de religión. Aun así, los grupos no católicos continuamente han luchado para obtener las mismas libertades dadas a quienes son católicos. Los grupos religiosos no católicos no pudieron recibir ciertos beneficios proporcionados a los miembros de la Iglesia católica y, con frecuencia, experimentan abusos sociales como resultado de su afiliación y creencias religiosas. En el artículo 50 de la Constitución, se establece que el Estado “extiende su aporte” a la Iglesia Católica y “podrá” a las demás religiones.
Según el Instituto Nacional de Estadística e Informática (INEI), al 2017 aproximadamente 76% de la población peruana era católica, 14,1% evangélica, y 4,8% tenía otro credo. Los grupos religiosos minoritarios han criticado las leyes de libertad religiosa, alegando que no abordan el problema de la desigualdad y pueden ser discriminatorias e inconstitucionales. Muchos peruanos siguen teniendo problemas con los grupos religiosos cristianos que imponen su cultura a aquellas poblaciones que tienen creencias y formas de vida diferentes. Sin embargo, Perú ha dado muchos pasos hacia el establecimiento de más derechos legales para numerosos grupos religiosos. A través del desarrollo de la Oficina de Asuntos Interreligiosos, Perú ha trabajado para abordar los problemas de tolerancia religiosa. Muchos grupos minoritarios han dicho que estaban complacidos con los ajustes realizados por el gobierno en 2011 y 2016 para reducir el favoritismo hacia la Iglesia Católica y relajar los requisitos de registro de organizaciones. Aunque todavía hay desigualdades que abordar en lo que respecta a la libertad religiosa, el gobierno peruano ha trabajado para combatir los problemas que rodean a los grupos religiosos no católicos y continúa presionando por la igualdad institucional.

### Derecho de asociación
Las personas jurídicas son el nombre oficial de las organizaciones que operan en Perú, que agrupa a las asociaciones sin fines de lucro. Se encuentran reguladas según su finalidad lucrativa, por ejemplo, la Ley General de Sociedades. La Constitución (artículo 2) reconoce el derecho o libertad de asociación. Además, la Convención Americana de Derechos Humanos también lo reconoce, en que la Corte Interamericana aplicó ese derecho en los casos Huilca Tecse c. Perú (3 de marzo de 2005) y Cantoral Huamaní y García Santa Cruz c. Perú (10 de julio de 2007).
En el caso de las organizaciones sin ánimo de lucro, incluidas las de desarrollo, la Agencia Peruana de Cooperación Internacional (APCI) se encarga de abordar el financiamiento internacional. Sin embargo, los gobiernos han comenzado a mostrarse vigilantes de su labor y han cuestionado su presunta influencia política financiada por agencias cooperantes extranjeras. Estos cuestionamientos permitieron a los congresistas abordar el derecho de asociación de las oenegés.
En 2024, se estableció que la APCI fuera el regulador y que otros organismos, como la Superintendencia de Banca y Seguros, supervisaran el origen de los recursos económicos extranjeros. El presidente de la Asociación Nacional de Centros señaló que esta medida podría restringir la entrega de recursos de cooperación internacional a la sociedad civil peruana y afectar negativamente a amplios sectores de la población. Por su parte, un representante de la Asociación Interétnica de Desarrollo de la Selva Peruana señaló que el control de la APCI limitaría la atención humanitaria a la población indígena.

## Discriminación
Para evitar que ocurra discriminación dentro del Perú, hay muchos artículos de la Constitución que se enfocan en las mujeres y los pueblos indígenas. La Constitución refuerza la igualdad sin distinción de género, idioma, origen o raza. También especifica que las personas no deben ser víctimas de violencia moral, psicológica o física. Las madres están protegidas por la Constitución en materia de derechos sociales y económicos.

### Mujeres y derechos reproductivos
Perú es un país predominantemente católico, lo que hace que los temas de sexualidad y salud reproductiva sean particularmente sensibles. En Perú, una madre es el "pilar de la unidad familiar" y "la unidad familiar es el pilar de una sociedad". Sin embargo, aunque la Constitución apoya la igualdad de género, las mujeres en Perú no tienen acceso a los mismos recursos o poder. Durante todo el régimen de Fujimori, las mujeres se vieron obligadas a cumplir con políticas demográficas agresivas, que limitaban los derechos reproductivos de la mujer. peor cuando se considera la equidad en términos de género y residencia. Aunque ocurrieron muchos abusos bajo Fujimori, cuando Alejandro Toledo asumió el poder, el Ministerio de Salud restringió el acceso a los anticonceptivos, anticonceptivos y aumentó la gravedad de las sanciones para los abortos. Se encontró que numerosas políticas discriminan a las mujeres en temas reproductivos, tratando a las mujeres (especialmente a las mujeres pobres y rurales) como "objetos de una política en lugar de personas que tienen derechos y tienen derecho a participar en las decisiones, programas y políticas que afectan su salud a nivel mundial".
Debido a la discriminación de la sociedad ya las interpretaciones tradicionales del rol de la mujer en el hogar, las mujeres luchan contra la pobreza y el desempleo en el Perú. Durante todo el reinado de Fujimori, el Ministerio de Salud justificó la abstinencia y el papel tradicional de la mujer como esposa y madre obediente. Educativamente, las mujeres de las zonas más rurales son analfabetas (33,7%) en comparación con los hombres (10,9%). Muchas de las mujeres de estas comunidades rurales no tienen acceso a transporte, por lo que caminar es la única alternativa para llegar a los establecimientos de salud. Estas instalaciones suelen ser inadecuadas y no brindan servicios culturalmente apropiados para personas que no hablan español, lo que hace que las madres primerizas o embarazadas no estén dispuestas a buscar atención obstétrica de emergencia. Fundaciones para Mejorar la Atención de Emergencias Maternas (FEMME) fue un proyecto establecido por CARE para enfocarse en la atención obstétrica de emergencia que faltaba en Perú. Al brindar atención receptiva a la población, este sistema ha ayudado a transformar los sistemas de salud en instituciones funcionales para brindar atención obstétrica de emergencia.
Los temas de sexualidad y reproducción han sido temas políticos durante décadas en el Perú. Las políticas que se han creado sobre el cuerpo, la sexualidad y las capacidades reproductivas de las mujeres han “correspondido principalmente con los intereses del Estado y otras entidades poderosas, como la Iglesia Católica y grupos conservadores”. A través de la dinámica de intercambio de poder entre las élites políticas, la Iglesia Católica y las feministas, se debatieron temas de anticoncepción y derechos reproductivos. En 2004, con el surgimiento de ForoSalud, la Vigilancia de los Derechos Sexuales y Reproductivos allanó el camino para la libre elección en el Perú. Aunque se han logrado muchos avances después del régimen de Fujimori, los debates sobre los derechos sexuales y reproductivos tienen una importancia limitada para los partidos políticos, lo que hace que el progreso hacia la igualdad de derechos para las mujeres sea lento.

### Derechos sexuales
Aunque los derechos sexuales están protegidos por la Constitución, socialmente muchas personas quedan excluidas cuando se identifican como de un género diferente. La homosexualidad fue legalizada en el Código Penal de 1924 en Perú, pero aún continúa estigmatizada socialmente aunque cada vez menos. Las interpretaciones de la homosexualidad varían entre diferentes sectores en el Perú. En sectores modernos, son los actos sexuales entre dos individuos del mismo sexo; en sectores tradicionales, representa la adopción de normas sexuales del género opuesto; en los medios, la homosexualidad incluye trasvestis y hombres "femeninos"; y en los medios de comunicación, la homosexualidad solía considerarse moralmente mala y se asociaba con vicios comunes como el abuso de sustancias, lo cual viene cambiando progresivamente hacia una actitud más tolerante. En el 2011, se promulgaron leyes contra la discriminación de la comunidad LGBT+. Así mismo en el 2017 con la emisión del Decreto Legislativo 1323 que prohibía la discriminación y crímenes de odio por orientación sexual e identidad de género en el Código Penal se fortaleció la lucha contra la discriminación.
Sobre el activismo LGBT+ en Perú, este no inició sino hasta la década de 1980 con la creación del Movimiento Homosexual de Lima (MHOL) y se fortaleció progresivamente en la década de los 90's con la realización de las primeras Marchas del Orgullo.
Con el surgimiento de la epidemia de VIH/sida en la década de 1980, el activismo LGBT+ se volvió cada vez más visible, lo que incrementó la financiación internacional para la epidemia de VIH/sida en la comunidad gay. En sus inicios, los medios de comunicación sembraron el pánico sobre la enfermedad y sus orígenes en la "promiscuidad sexual" dentro de las comunidades homosexuales. La infección por el VIH en Perú se atribuyó en gran medida al comportamiento homosexual o bisexual. En el Perú actual, las infecciones por el VIH se concentran entre muchos hombres peruanos de bajos ingresos que han tenido contacto sexual con personas del mismo sexo. Se encontró que dentro de esta población, la educación era limitada e incluso si los hombres peruanos conocían su riesgo personal de contraer la infección por el VIH, no era más probable que intentaran obtener anticonceptivos. Sin embargo, la promoción del sexo seguro y la anticoncepción a lo largo de la epidemia de VIH/sida y la promoción de temas LGBT+ positivos ha aumentado la conciencia y normalizado el concepto de diversidad sexual en Perú.

### Derechos indígenas

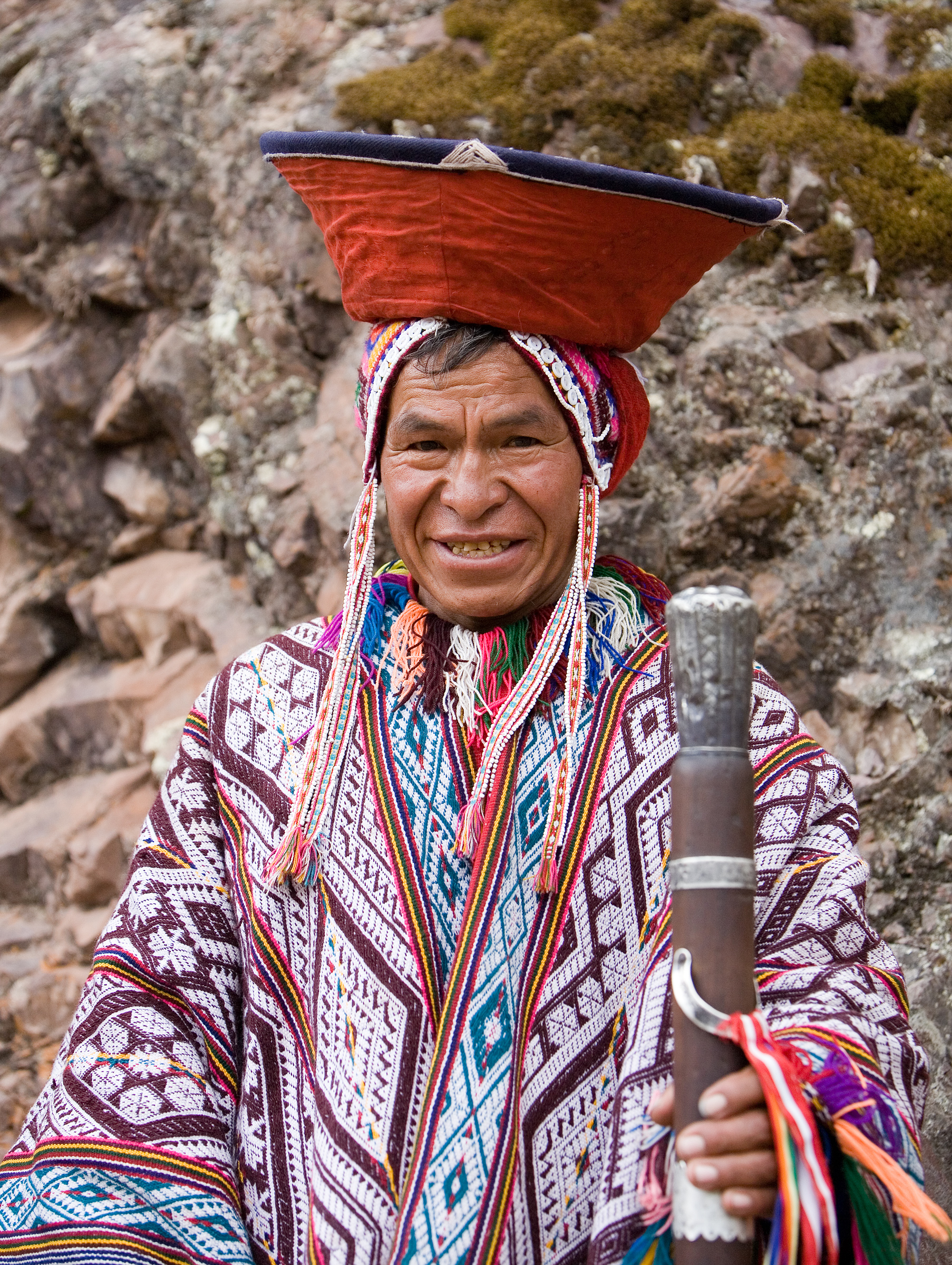
Indígena andino del Perú.

Aunque la Constitución establece la igualdad de raza y etnia, la población indígena del Perú es uno de los grupos más marginados del país. En 2014, la población indígena constituía alrededor del 45% de la población peruana más grande. Los que son indígenas hablan quechua, aimara u otras lenguas indígenas. Dentro de Perú, la "pirámide social" coloca a los descendientes de europeos de habla hispana en la cima, seguidos por los mestizos (que hablan principalmente español), los cholos (indígenas de habla hispana) y, por último, los hablantes indígenas monolingüe. Como resultado de la guerra contra el terrorismo, numerosos grupos indígenas fueron desarraigados, condenados al ostracismo y asesinados, alejándolos de la sociedad peruana.
Todas las lenguas son reconocidas en Perú, pero las lenguas indígenas se entienden como de un estatus inferior Esto a pesar de que la constitución vigente reconoce en su artículo 48 a las lenguas indígenas como lenguas cooficiales al señalar que: «son idiomas oficiales el castellano y, en las zonas donde predominen, también lo son el quechua, el aimara y las demás lenguas aborígenes, según la ley», reconociendo el plurilingüismo de la población. No obstante, debido a que Perú es mayoritariamente un país de habla hispana, para poder incidir en la sociedad y participar políticamente, uno debe entender y hablar español. En términos de educación, los estudiantes indígenas monolingües luchan en los programas de enseñanza de habla hispana. Asimismo, la mayor parte de la población indígena reside en áreas rurales, lo que hace que el acceso a los recursos sea un gran problema para los individuos de esas comunidades. Por lo tanto, en Perú, los pueblos indígenas están en desventaja cuando se trata de la fuerza laboral, la educación y el acceso a la salud, colocándolos social y económicamente más bajos en comparación con la población más grande dentro de Perú.